# Jose Pasillas
Jose Antonio Pasillas II, né le 26 avril 1976 à Calabasas, est le batteur du groupe Incubus depuis sa création en 1991.

## Biographie
Jose Pasillas II débute la batterie à peu près en même temps que la création du groupe.